# Diocesi di Saint-Pol-de-Léon

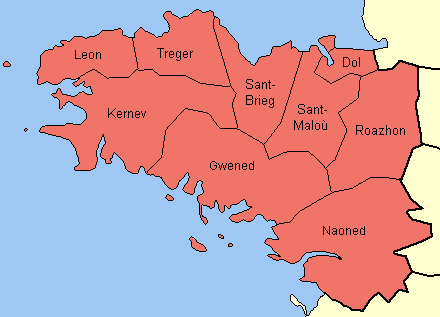
Le diocesi storiche della Bretagna prima della rivoluzione francese: quella di Saint-Pol è indicata con il nome di Leon.

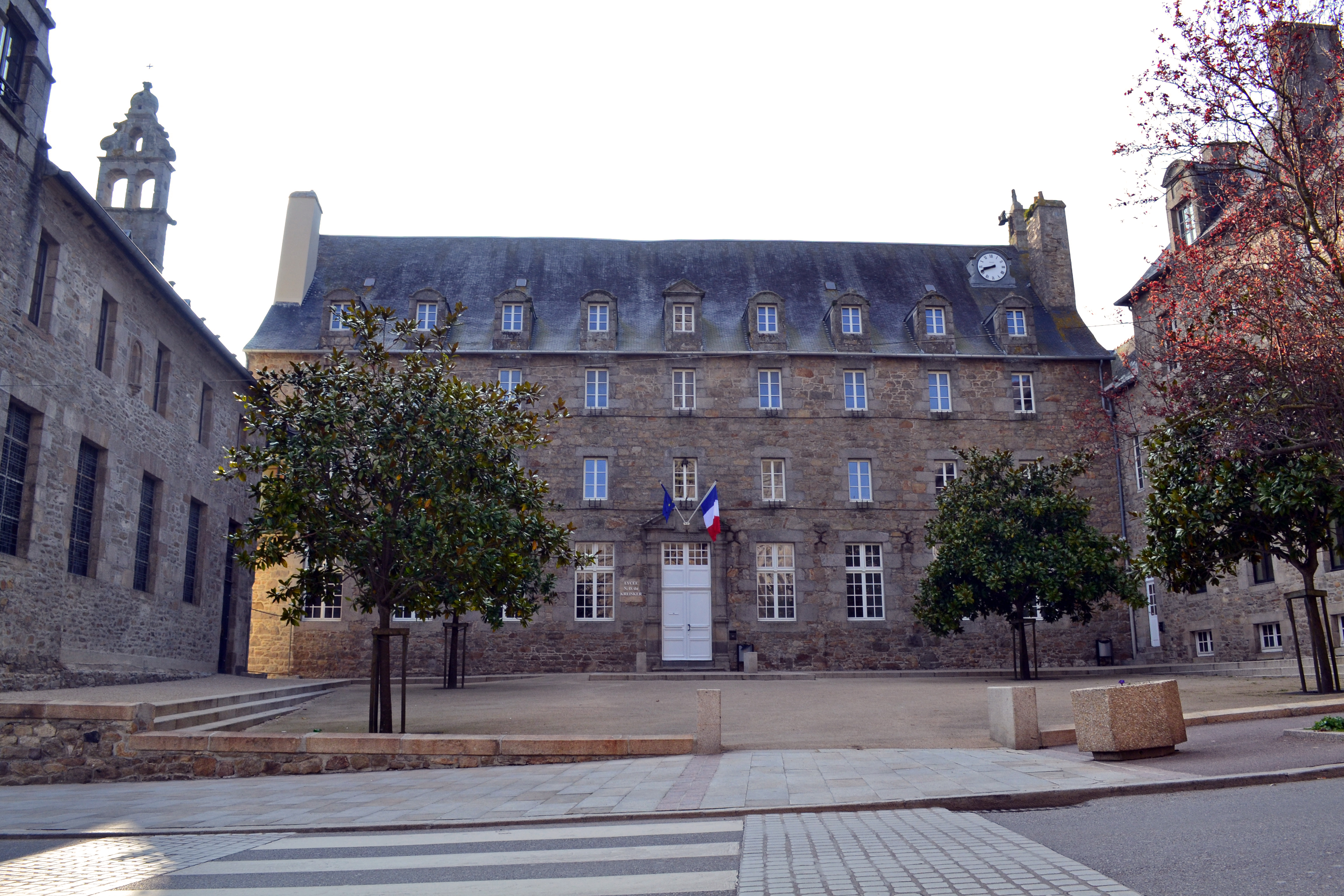
L'ex seminario di Saint-Pol-de-Léon, costruito nel 1708, oggi sede del lycée du Kreisker.

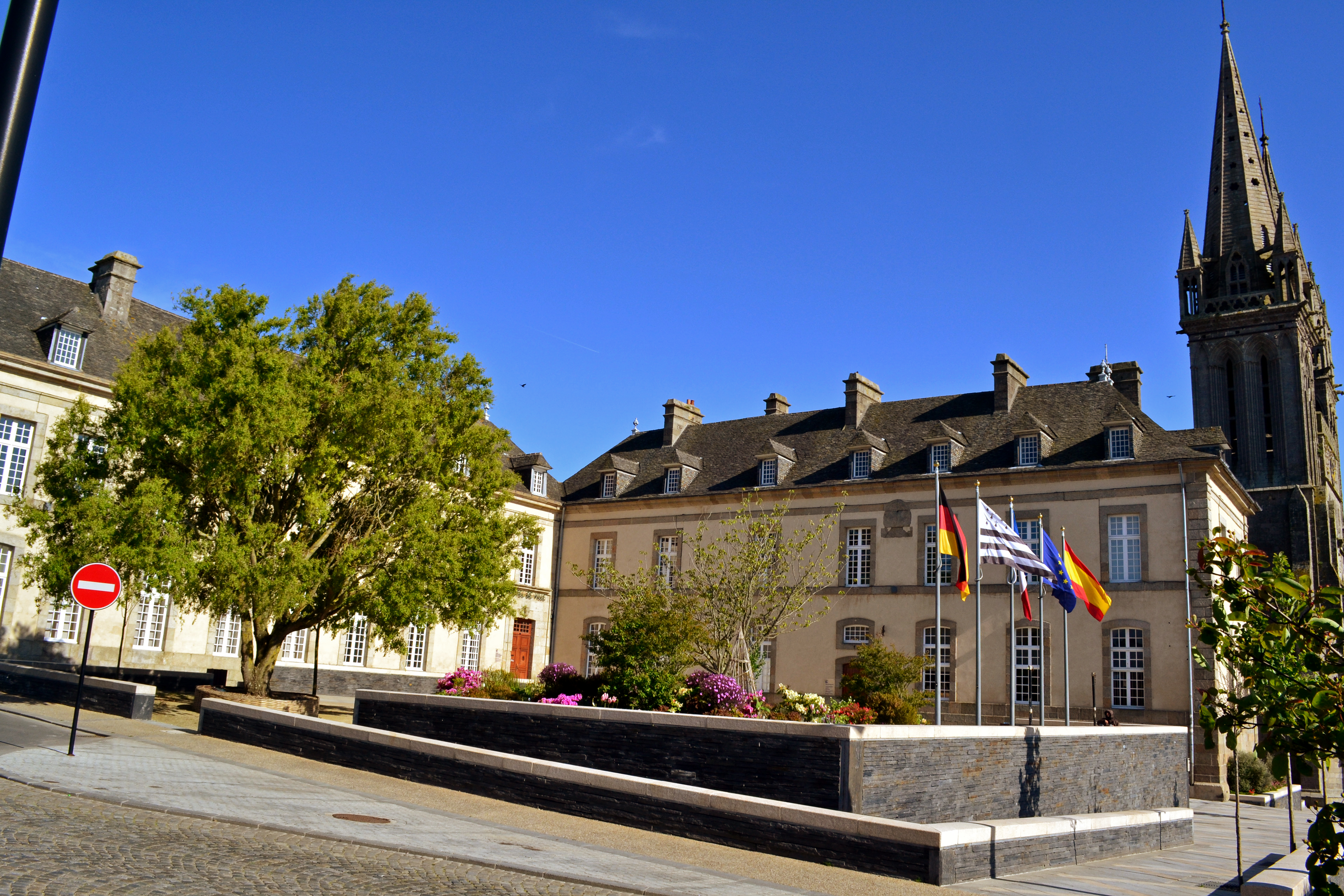
L'ultimo palazzo episcopale di Saint-Pol-de-Léon, ultimato nel 1706 e ingrandito nel 1750, oggi Hôtel de ville.

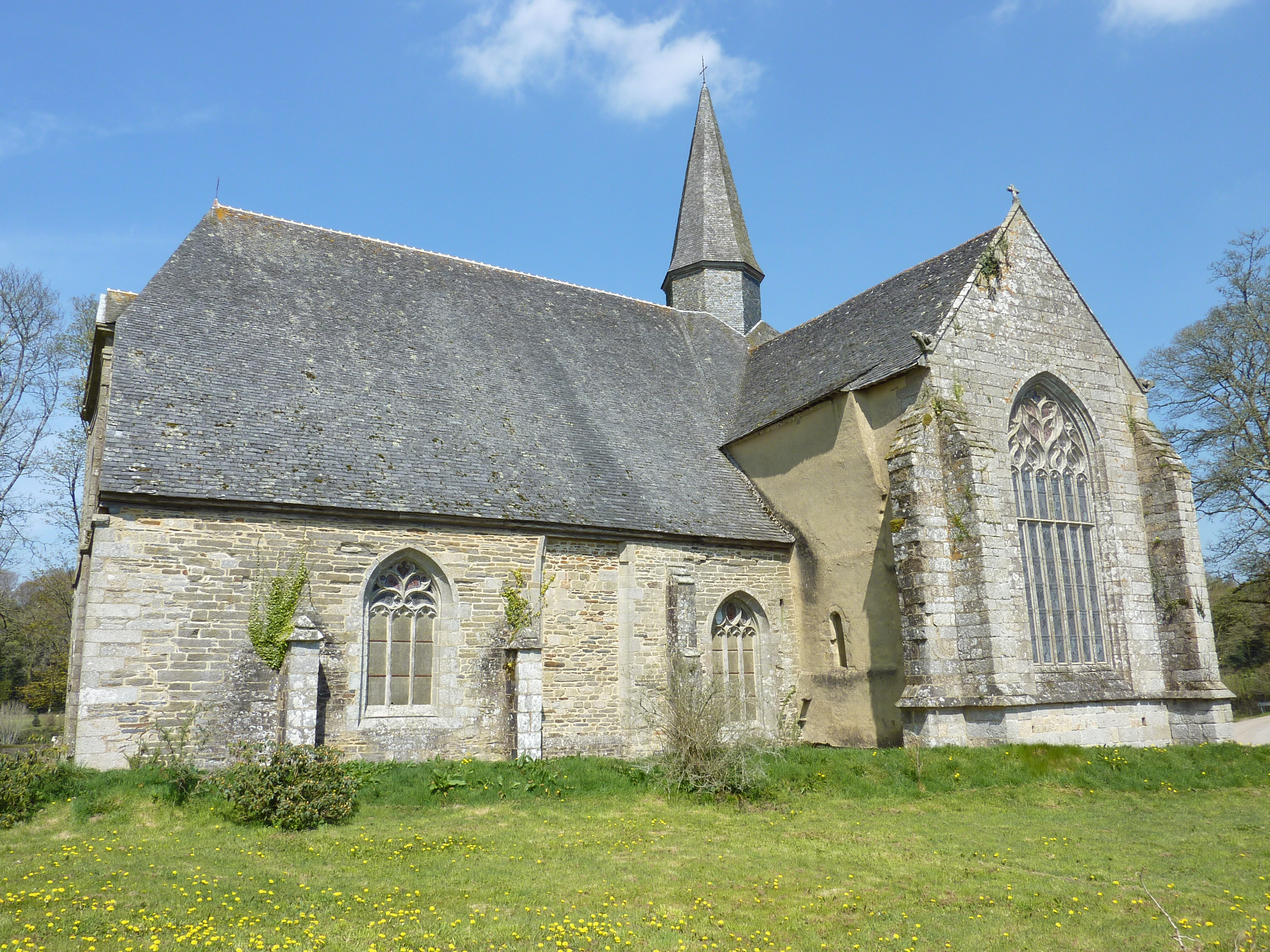
La chiesa abbaziale del Relec, fondata nel 1132 circa.

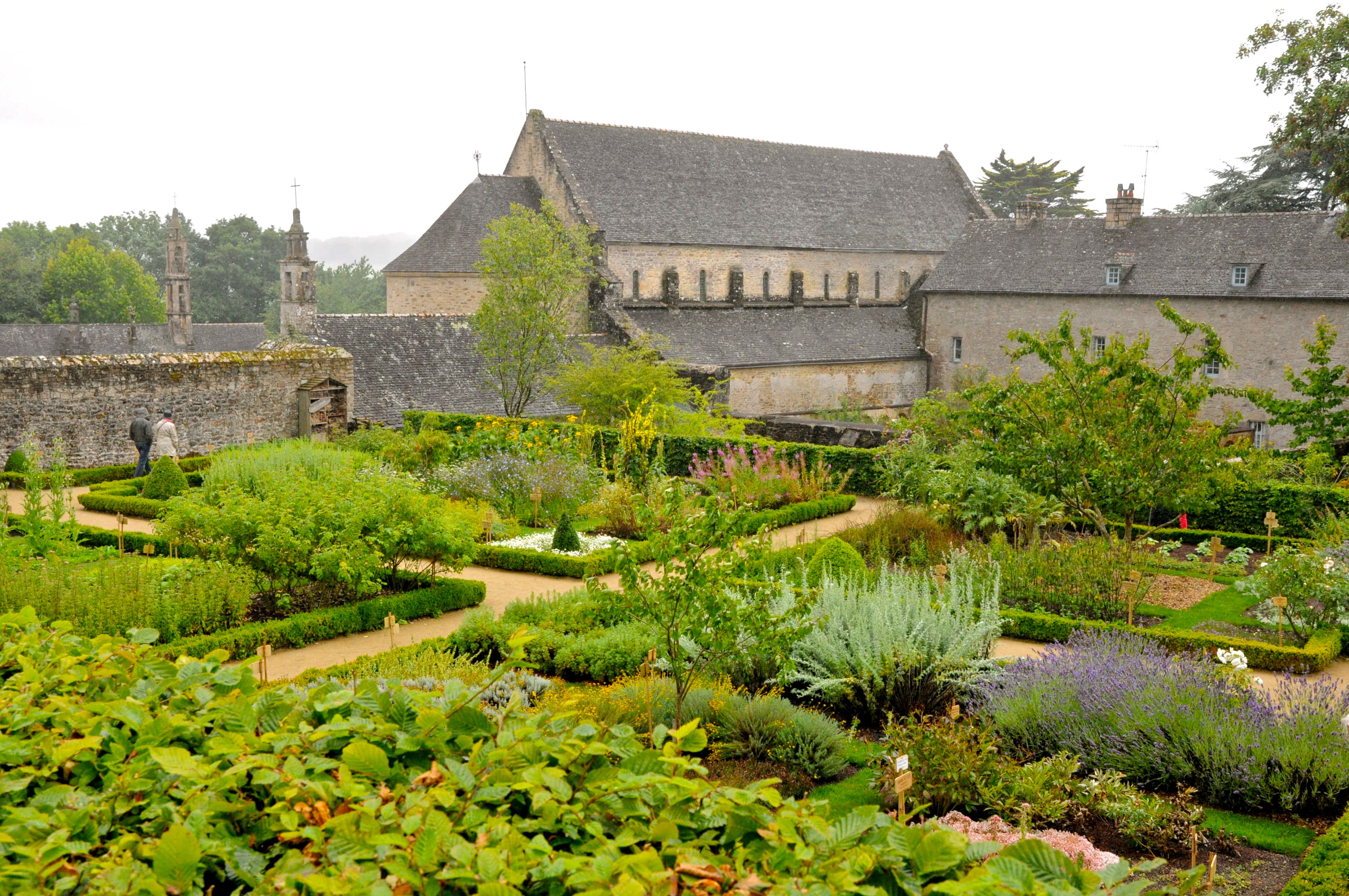
L'abbazia Notre-Dame di Daoulas, fondata nel 1173.

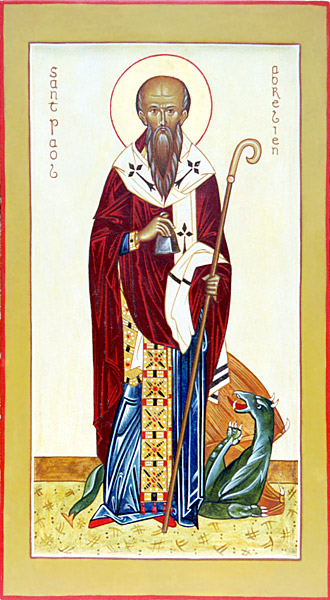
Icona moderna di san Paolo Aureliano, che la tradizione ritiene essere il fondatore della diocesi.

La diocesi di Saint-Pol-de-Léon (in latino: Dioecesis Leonensis) è una sede soppressa della Chiesa cattolica.

## Territorio
La diocesi abbracciava parte della Bretagna; si estendeva sul paese di Léon, corrispondente oggi alla parte settentrionale del dipartimento del Finistère. Era delimitata a nord e ad ovest dal mare, ad est dalla diocesi di Tréguier e a sud da quella di Quimper.
Sede vescovile era la città di Saint-Pol-de-Léon, dove fungeva da cattedrale la chiesa di San Paolo.
Nel 1745 la diocesi comprendeva 85 parrocchie, suddivise in tre arcidiaconati: Léon, Kemenet-Ily e Ac'h. Esistevano inoltre 2 abbazie maschili, quella del Relec (a Plounéour-Ménez) e quella di Daoulas, e 9 priorati. Tra le chiese collegiate, la più importante e la più antica era quella di Notre-Dame di Le Folgoët, fondata nel 1422.

## Storia
Incerto è il periodo di evangelizzazione della Bretagna, probabilmente tardivo rispetto al resto della Gallia. All'arrivo dei Bretoni nel VI secolo, non è chiaro se esisteva una organizzazione ecclesiastica sul territorio; questi importarono dalle isole britanniche il sistema loro proprio, impostato sui monasteri retti da vescovi-abati. Il primo vescovo conosciuto, e secondo la tradizione il fondatore della diocesi di Léon, fu san Paolo Aureliano (conosciuto con il nome di Pol), abate del monastero da lui fondato nell'oppidum che poi prese il suo nome, Castel-Paol, e che divenne sede episcopale.
Secondo la Vita scritta nell'884, san Paolo ottenne dal re merovingio Childeberto I, con l'appoggio del conte bretone Withur, l'erezione di una diocesi nei paesi di Léon e di Achm, e fu consacrato vescovo a Parigi. Visse oltre cent'anni e nella vecchiaia, volendo ritirarsi a vita monacale, si scelse tre coadiutori, Iahoevius e Tigernomaglus, che ressero la diocesi per poco tempo, e Cetomerinus che gli sopravvisse e governò la diocesi dopo la sua morte.
Louis Duchesne ipotizza che la diocesi di Saint-Pol sia la continuazione della diocesi degli Osismi, la cui civitas nella Gallia Lugdunense terza (oggi Carhaix) è attestata dalla Notitia Galliarum degli inizi del V secolo. Secondo lo storico bretone potrebbero appartenere a questa antica diocesi i vescovi che furono presenti, ma senza indicazione della sede di appartenenza, ai concili di Angers del 453 e di Vannes del 465 circa.
Dopo l'invasione normanna del X secolo la diocesi di Léon si adegua alle disposizioni di Roma; scomparve la diocesi monastica, si fissarono definitivamente i confini delle diocesi bretoni. La diocesi di Léon fu suddivisa in tre arcidiaconati: Léon, Kemenet-Ily e Ac'h.
Nel XIII secolo iniziò la costruzione della cattedrale di Saint-Pol-de-Léon. Nel 1687, conformemente ai decreti del concilio di Trento, fu istituito il seminario diocesano con il vescovo Pierre Le Neboux de la Brousse.
L'ultimo vescovo fu Jean-François de La Marche, il quale si oppose alle dimissioni e si rifugiò a Londra, dove morì nel 1807. Con la promulgazione della costituzione civile del clero (1790), furono riorganizzate le diocesi francesi, creando una diocesi per ogni dipartimento. Il 1º novembre 1790 nella cattedrale di Quimper fu eletto il primo vescovo di Finistère, Louis-Alexandre Expilly de la Poipe, appartenente al clero di Saint-Pol-de-Léon. Verrà ghigliottinato nel maggio 1794.
La diocesi fu soppressa in seguito al concordato con la bolla Qui Christi Domini di papa Pio VII del 29 novembre 1801 e il suo territorio incorporato in quello della diocesi di Quimper.
Il 23 novembre 1853 ai vescovi di Quimper fu concesso di aggiungere al proprio titolo quello della sede soppressa di Saint-Pol de Léon.

## Cronotassi dei vescovi
- San Paolo Aureliano † (circa 529 - 12 marzo 575 deceduto)
- Iahoevio †
- Tigernomaglo †
- Cetomerino † [6]
- Liberale † (? - circa 848 deposto)
- Clutwoion † (metà del IX secolo)
- Liberale † (menzionato nell'866 circa) (per la seconda volta)
- Hinworet † (menzionato nell'884)[7]
- Hoctron o Hesdren[8] † (? - 940 nominato vescovo di Nantes)
- Conan † (? - circa 945 deceduto)
- Giacomo I † (circa 945 - circa 950 deceduto)
- Mabbo † (prima del 954 - circa 960 dimesso)
- Hoctron o Hesdren † (per la seconda volta)[9]
- San Paolino ? † (X secolo)[10]
- Dredcando ? † (menzionato nel 990)[11]
- Eude ? † (circa 995 - dopo il 1019)[12]
- Salomon I † (prima del 1028/1032 - dopo il 1040)[13]
- Omnes † (prima del 1031/1038[14] - dopo il 1081)
- Jacques II † (circa 1099 - ?)
- Pierre de Gualon † (prima del 1112 - dopo il 1128)
- Guy I † (menzionato nel 1145)
- Salomon II † (menzionato nel 1149)
- Hamon † (prima del 1157 - 25 febbraio 1171 o 1172 deceduto)
- Barthélemy † (circa 1174 - ?)
- Guy II † (menzionato nel 1179)
- Yves Le Touil † (circa 1180 - 1186 deceduto)
- Jean † (prima del 1202 - dopo il 1225)
- Derrien † (prima del 1234 - 1237 dimesso)
- Guy III † (1238 - dopo il 1246)
- Yves † (1262 - dopo il 1272)
- Guillaume de Léon † (prima del 1303 - dopo il 1306)
- Guillaume de Kersauzon † (prima del 1324 - 1327 deceduto)
- Pierre Bernard † (18 maggio 1328 - 14 luglio 1349 nominato vescovo di Saint-Malo)
- Guillaume Ouvrouin (de Rochefort) † (11 maggio 1349[15] - dopo il 1373 dimesso)
- Guy Le Barbu † (22 marzo 1385 - 5 dicembre 1410 deceduto)
- Alain de Kerazred (de la Rue) † (7 gennaio 1411 - 18 settembre 1419 nominato vescovo di Saint-Brieuc)
- Philippe de Coëtquis † (16 ottobre 1419 - 30 luglio 1427 nominato arcivescovo di Tours)
- Jean de Saint-Léon Validire, O.P. † (30 luglio 1427 - 29 ottobre 1432 nominato vescovo di Vannes)
- Ollivier du Tillay † (29 ottobre 1432 - 4 luglio 1436 nominato vescovo di Saint-Brieuc)
- Jean Prigent † (4 luglio 1436 - 27 febbraio 1439 nominato vescovo di Saint-Brieuc)
- Guillaume Le Ferron † (20 marzo 1439 - 1472 deceduto)
- Vincent de Kerléau, O.Cist. † (4 maggio 1472 - 30 ottobre 1476 deceduto)
- Michel Guibé † (24 gennaio 1477 - 14 gennaio 1478 nominato vescovo di Dol)
- Thomas James † (14 gennaio 1478 - 29 marzo 1482 nominato vescovo di Dol)
- Alain Le Maout † (29 marzo 1482 - 8 marzo 1484 nominato vescovo di Quimper)
- Antoine de Longueil † (5 maggio 1484 - 25 agosto 1500 deceduto)
- Jean d'Epinay † (25 settembre 1500 - 1503 deceduto)
- Jean-Jacques de Kermavan † (29 novembre 1503 - 1514 deceduto)
- Guy Le Clerc, O.S.A. † (29 marzo 1514 - 1521 dimesso)
- Christophe de Chauvigné † (3 giugno 1521 - 1554 dimesso)
- Roland de Chauvigné † (6 aprile 1554 - 1562 dimesso)
- Roland de Neufville † (15 ottobre 1563 - 5 febbraio 1613 deceduto)
  - Sede vacante (1613-1619)
- René de Rieux de Sourdéac † (18 marzo 1619 - 31 maggio 1635 deposto)
  - Charles Talon † (28 agosto 1635 - 1639 dimesso) (non confermato)
- Robert Cupif † (16 gennaio 1640 - 13 novembre 1652 nominato vescovo di Dol[16])
  - René de Rieux de Sourdéac † (ottobre 1648 - 8 marzo 1651 deceduto) (per la seconda volta, illegittimo)
- Henri de Laval de Boisdauphin † (19 giugno 1651 - 21 novembre 1661 nominato vescovo di La Rochelle)
  - Sede vacante (1661-1665)
- François de Visdelou † (27 luglio 1665 - 18 maggio 1668 deceduto)
  - Sede vacante (1668-1671)
- Jean de Montigny † (24 agosto 1671 - 26 settembre 1671 deceduto)[17]
- Pierre Le Neboux de la Brousse † (12 settembre 1672 - 18 settembre 1701 deceduto)
- Jean Louis de La Bourdonnaye † (6 febbraio 1702 - 22 febbraio 1745 deceduto)
- Jean-Louis Gouyon de Vaudurand † (23 agosto 1745 - 7 maggio 1763 dimesso)
- Jean-François d'Andigné de la Chasse † (18 luglio 1763 - 27 luglio 1772 dimesso)
- Jean-François de La Marche † (7 settembre 1772 - 28 novembre 1807 deceduto)[18]
  - Sede soppressa